# نروجین ایر شاتل

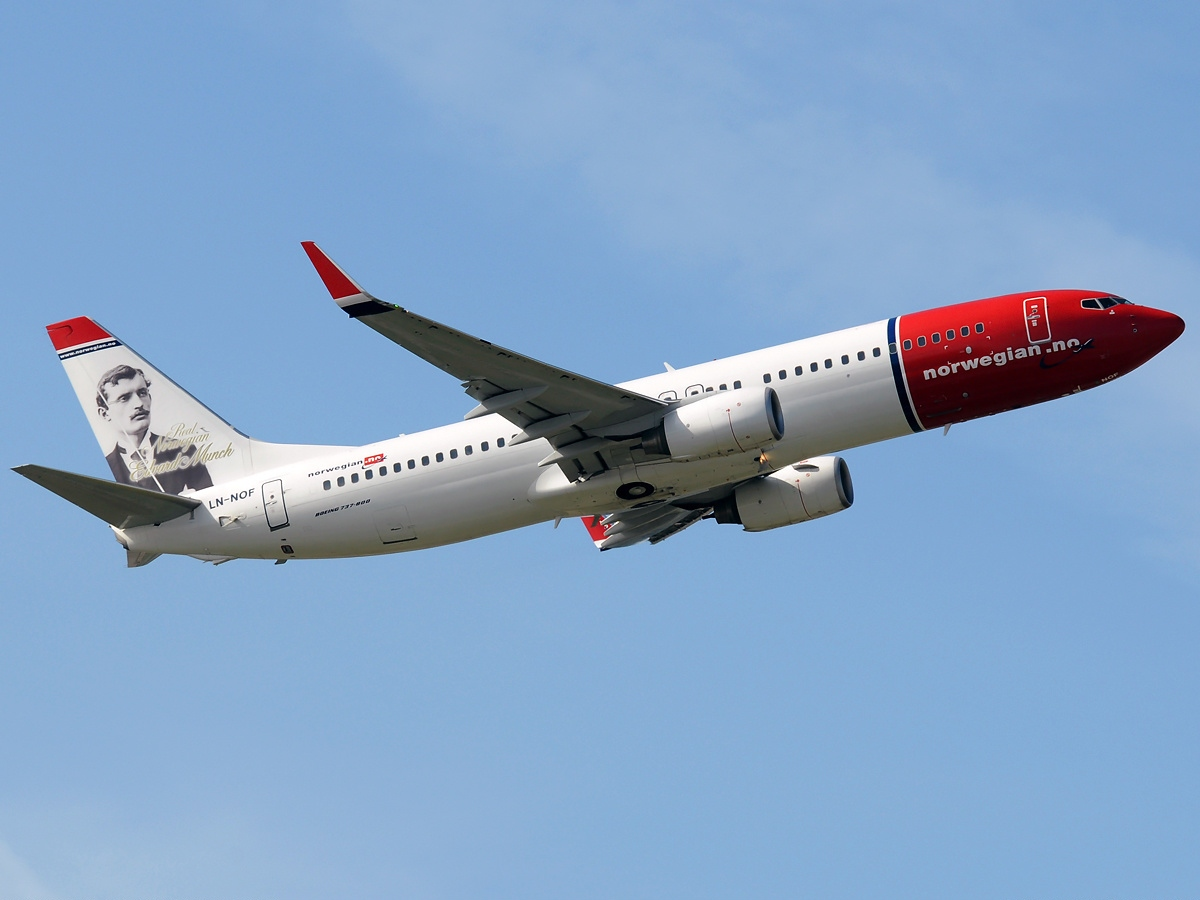
هواپیمای بوئینگ ۷۳۷ متعلق به نروجین ایر شاتل

نروجین ایر شاتل (به انگلیسی: Norwegian Air Shuttle) شرکت هواپیمایی ارزان‌قیمت نروژی است، که به‌عنوان دومین شرکت هواپیمایی منطقه اسکاندیناوی شناخته می‌شود و در سال ۲۰۱۲ با انتقال ۱۷٫۷ میلیون مسافر، در رتبه نهم از بزرگترین خطوط هواپیمایی اروپا، قرار گرفت.
شرکت نروجین ایر شاتل در سال ۱۹۹۳ تأسیس شد و در حال حاضر روزانه به ۱۲۱ مقصد، در آسیا، اروپا، آفریقا و ایالات متحده آمریکا پروازهای مستقیم دارد.
دفتر مرکزی این شرکت در شهر باروم، نروژ قرار دارد و فرودگاه آلیکانته-الچه، فرودگاه بارسلونا-ال پرات، فرودگاه فلسلند برگن، فرودگاه کپنهاگ، فرودگاه هلسینکی، فرودگاه گرن کناریا، فرودگاه گاتویک، فرودگاه مادرید-باراخاس، فرودگاه مالاگا، فرودگاه گاردرموئن اسلو، فرودگاه سندفیورد، فرودگاه سولا استاوانگر، فرودگاه استکهلم-آرلاندا، فرودگاه تنریف جنوبی و فرودگاه ورنس تروندهایم، قطب‌های این شرکت هواپیمایی به‌شمار می‌آیند. شرکت نروژین ایر شاتل در حال حاضر در ناوگان هوایی خود، دارای ۸۸ فروند هواپیمای جت مسافربری می‌باشد.